# سكار
سكار (Scar)، يُعرف أيضًا باسم الرجل ذو الندبة (傷の男 Kizu no Otoko) هو شخصية خيالية في سلسلة مانگا وأنمي الخيميائي الفولاذي. قُدِّم سكار على أنه شخص يهدف لقتل خيميائيي الدولة في دولة أماسترس. سكار من جنس الإشباليين الذي أُبيد أغلبه على أيد جيش الدولة، وخصوصًا خيميائيي الدولة. لُقِّب بهذا الاسم نسبة لوجود ندبة على وجهه على شكل حرف X.